# Ouca
Ouca ist eine Gemeinde im zentralportugiesischen Kreis Vagos (Distrikt Aveiro). Sie umfasst eine Fläche von 16,3 km² und hat 1750 Einwohner (Stand 19. April 2021).
Die Gemeinde liegt etwa fünf Kilometer südöstlich der Kreisstadt Vagos. Neben dem Hauptort gehören zu ihr auch die Ortschaften Carregosa, Rio Tinto und Tabuaço. Wirtschaftlich ist der Ort von Landwirtschaft und Vogelzucht geprägt.
Schutzpatron des Ortes ist der heilige Martin, dessen Fest jährlich vom 11. bis zum 13. November gefeiert wird.  